# 컴다운
컴다운(영어: ComDown)은 이건우가 개발한 원격 PC종료 기능을 제공하는 무료 소프트웨어이다. 이 프로그램은 각종 웹브라우저에서 PC를 종료시킬 수 있다.

## 주요기능

### PC종료 기능
컴다운 에이전트를 PC에 설치한 후,
1. 컴다운 컨트롤 페이지 (http://pc.airpage.org) 에 접속하면 컴다운 에이전트가 설치된 PC의 전원을 종료할 수 있다.
2. 삼성전자의 기어S 시리즈용 앱 '컴다운 기어'를 기어S 시리즈에 설치하면 컴다운 에이전트가 설치된 PC의 전원을 종료할 수 있다.
3. 카카오톡 옐로 아이디 '@컴다운'을 컴다운 옐로 페이지[깨진 링크(과거 내용 찾기)] 에 접속하여 카카오톡 친구로 등록하면 컴다운 에이전트가 설치된 PC의 전원을 종료할 수 있다.

### 모니터 끄기 기능
삼성전자의 기어S 시리즈용 앱 '컴다운 기어 프로'를 기어S 시리즈에 설치하면 컴다운 에이전트가 설치된 PC의 모니터를 끄거나 켤 수 있다.

### 스피커 볼륨 조절 기능
삼성전자의 기어S 시리즈용 앱 '컴다운 기어 프로'를 기어S 시리즈에 설치하면 컴다운 에이전트가 설치된 PC의 스피커 볼륨을 높이거나 줄일 수 있다.

## 제약사항
- 현재, 컴다운 에이전트는 윈도우 XP버전 이상의 환경에서 작동한다.
- 모든 기기는 컴다운 에이전트가 설치된 PC와 동일한 라우터나 공유기에 연결되어 있어야 한다.